# カンバラクニエ
カンバラ クニエ（かんばら くにえ、1978年3月12日 - ）は、日本の女性イラストレーター。京都府出身・在住。夫は建仁寺内の塔頭寺院・禅居庵の副住職で、映像作家としても活動する上松正宗。

## 人物
岡山大学農学部卒業。昆虫の研究をしていた。大学在学中の1999年からイラストレーターとして活躍する。2004年に初の作品集『Reset』を出版。切り絵のようなくっきりした線を用い、人物や咲きほこる花々などを緻密に描く。CDジャケットや企業広告などのイラストを手がける一方、現在は妹とともに「カンバラクニエ会」を結成し、服飾デザインや映像など多方面で創作を行っている。

## 連載
- mini(宝島社)
- H(rockin'on)